# Підозра (фільм, 1941)
«Підозра» (англ. Suspicion) — американський психологічний трилер Альфреда Гічкока, знятий у 1941 році за мотивами детективного роману Френсіса Айлза «Перед фактом» (1932).

## Сюжет
Ліна, дочка відставного англійського генерала, живе в шикарному сільському особняку з батьками. Її сором'язливість у спілкуванні з чоловіками навіть на руку батькам — вони сподіваються, що дочка не одружиться і все життя наглядатиме за ними. Ліна мріє вирватися з затхлого батьківського дому — і тут на горизонті з'являється відчайдушний ловелас Джонні Ейсгарт. Йому нічого не вартує закрутити дівчині голову і забрати її від батьків в Лондон.
Після повернення з весільної подорожі до Ліни приходить протверезіння. У чоловіка немає ні гроша за душею, він поглинений азартними іграми й має намір жити коштом грошей її батька. Ліна розривається між любов'ю до Джонні й підозрою, що заради грошей він здатний піти на будь-який злочин, можливо, навіть вбити її саму.

## У ролях
- Джоан Фонтейн — Ліна
- Кері Ґрант — Джонні Ейсгарт
- Седрік Гардвік — генерал МакЛейдлоу
- Найджел Брюс — Бікі
- Мей Вітті — місис МакЛейдлоу
- Ізабель Джинс — місис Ньюшем
- Хезер Ейнджел — покоївка Етель
- Оріол Лі — Ізабель
- Реджинальд Шеффілд — Реджи Везербі
- Лео Дж. Керролл — капітан Джордж Мелбек